# Roger Penske

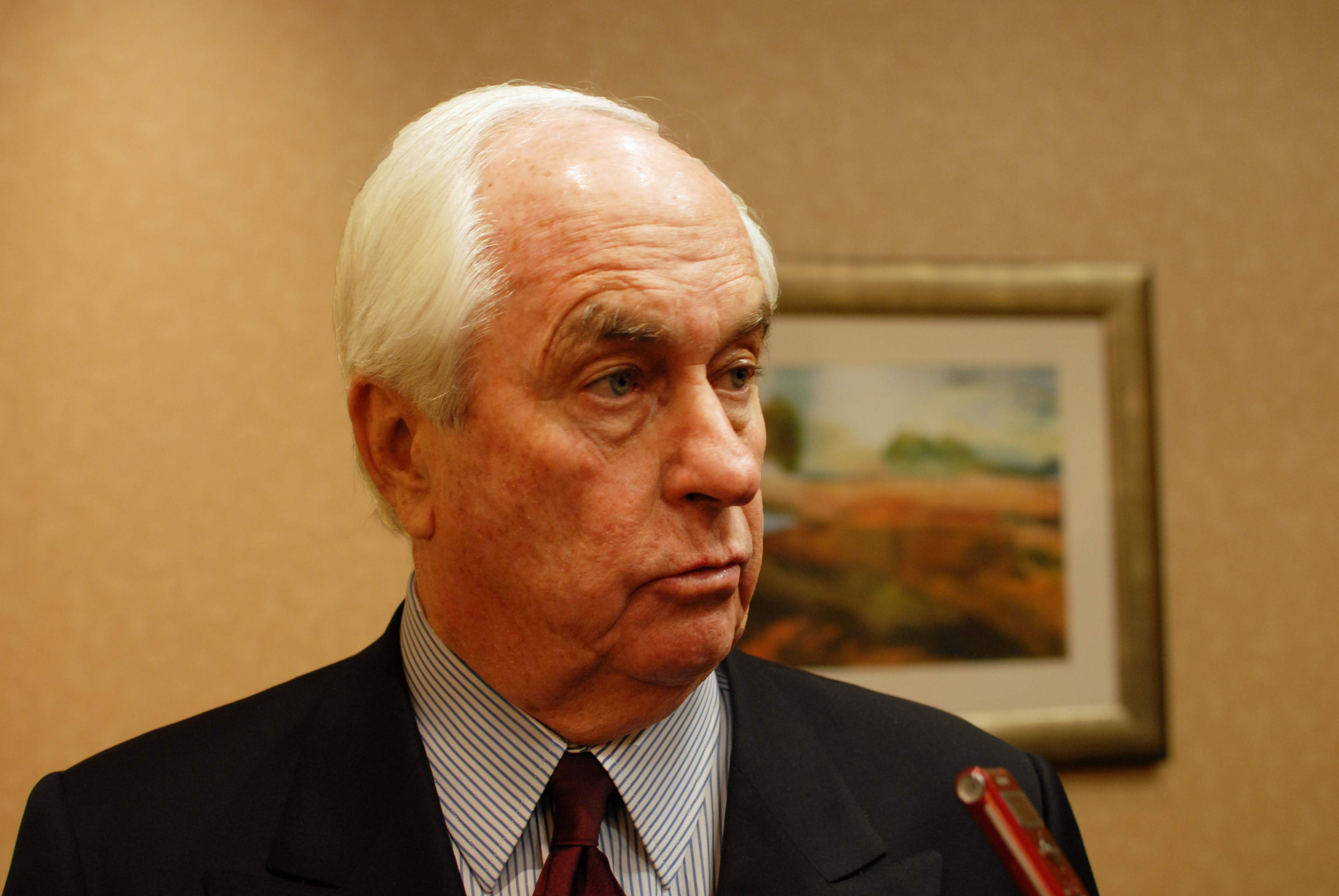
RogerPenske, 2010

Roger Penske (Shaker Heights, Ohio, 20 februari 1937) is de eigenaar van het autosportteam Penske Racing en voormalig Formule 1-coureur uit de Verenigde Staten. Hij nam deel aan zijn thuisrace in 1961 en 1962 voor de teams Cooper en Lotus, maar scoorde hierin geen punten. In 1969 richtte hij de Penske Corporation op die uitgroeide tot een multinational die een hele rits transportgerelateerde bedrijven bezit.

## Familie Penske
Roger Penske heeft vijf kinderen met zijn vrouw Kathy: Roger Penske Jr., Gregory Penske, Blair Penske, Mark Penske en Jay Penske.